# Eterofillia
In botanica, con il termine eterofillia si intende quel fenomeno per il quale si trovano foglie di forme differenti per dimensione, forma, posizione o funzione sulla stessa pianta.
Il termine deriva dal greco: hetero significa "diverso" e phyllia significa "foglia".
Può essere di origine genetica o indotta da condizioni ambientali. L'eterofillia genetica è un tratto tipico e costante della specie (come in molti ranuncoli) insensibile all'influenza dell'ambiente; spesso si assiste a foglie diverse a seconda dell'età (foglie giovani e foglie adulte). L'eterofillia ambientale è un adattamento alle diverse condizioni ecologiche (luce, immersione, ecc.).
Nell'edera (Hedera helix), l'eterofillia si presenta tra le foglie presenti sui fusti più prossimi al suolo (che non portano fiori) con 3 o 5 lobi, palminervie e quelle dei rami fioriferi più in alto ellittiche a bordi interi e penninervie.

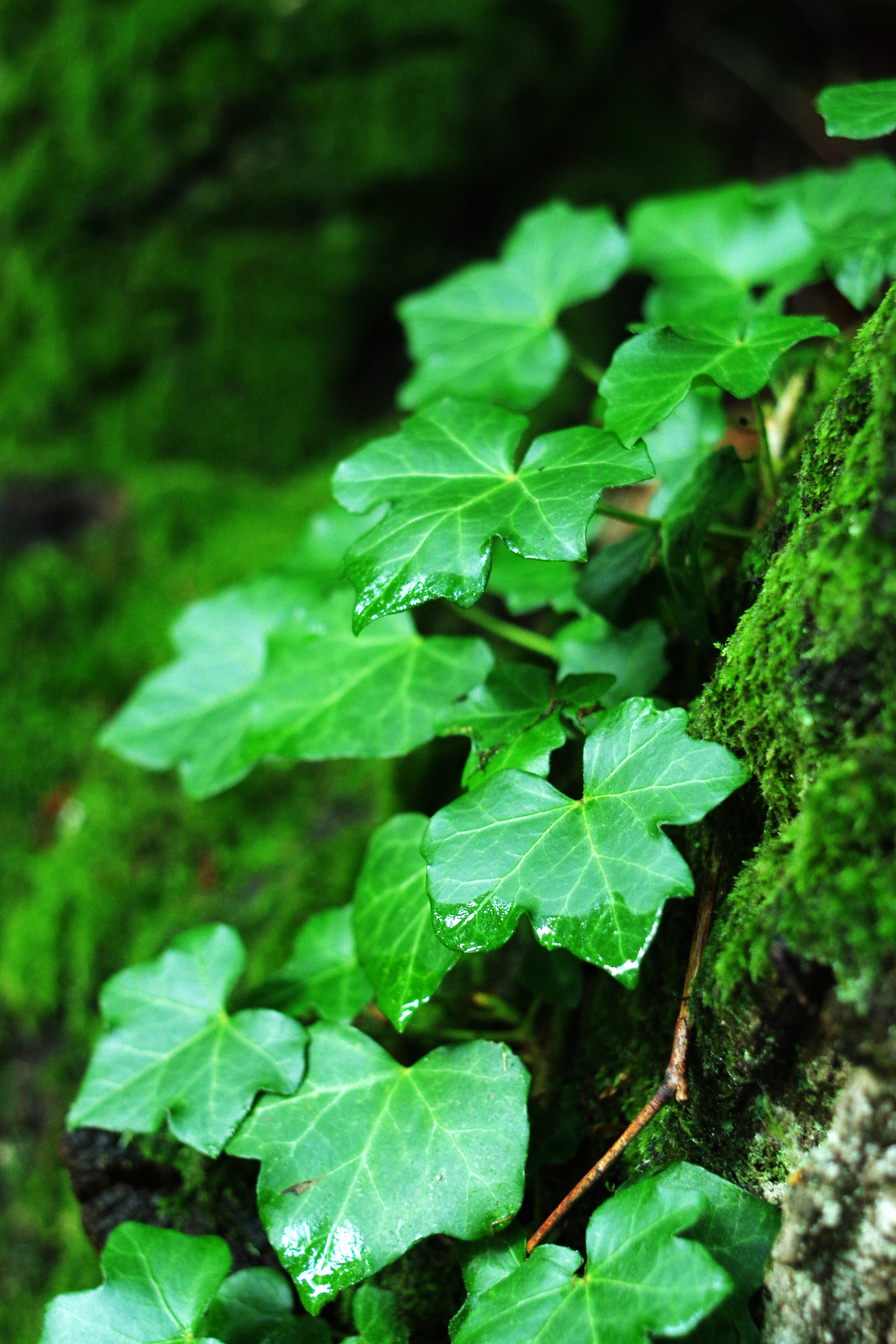
foglie lobate.
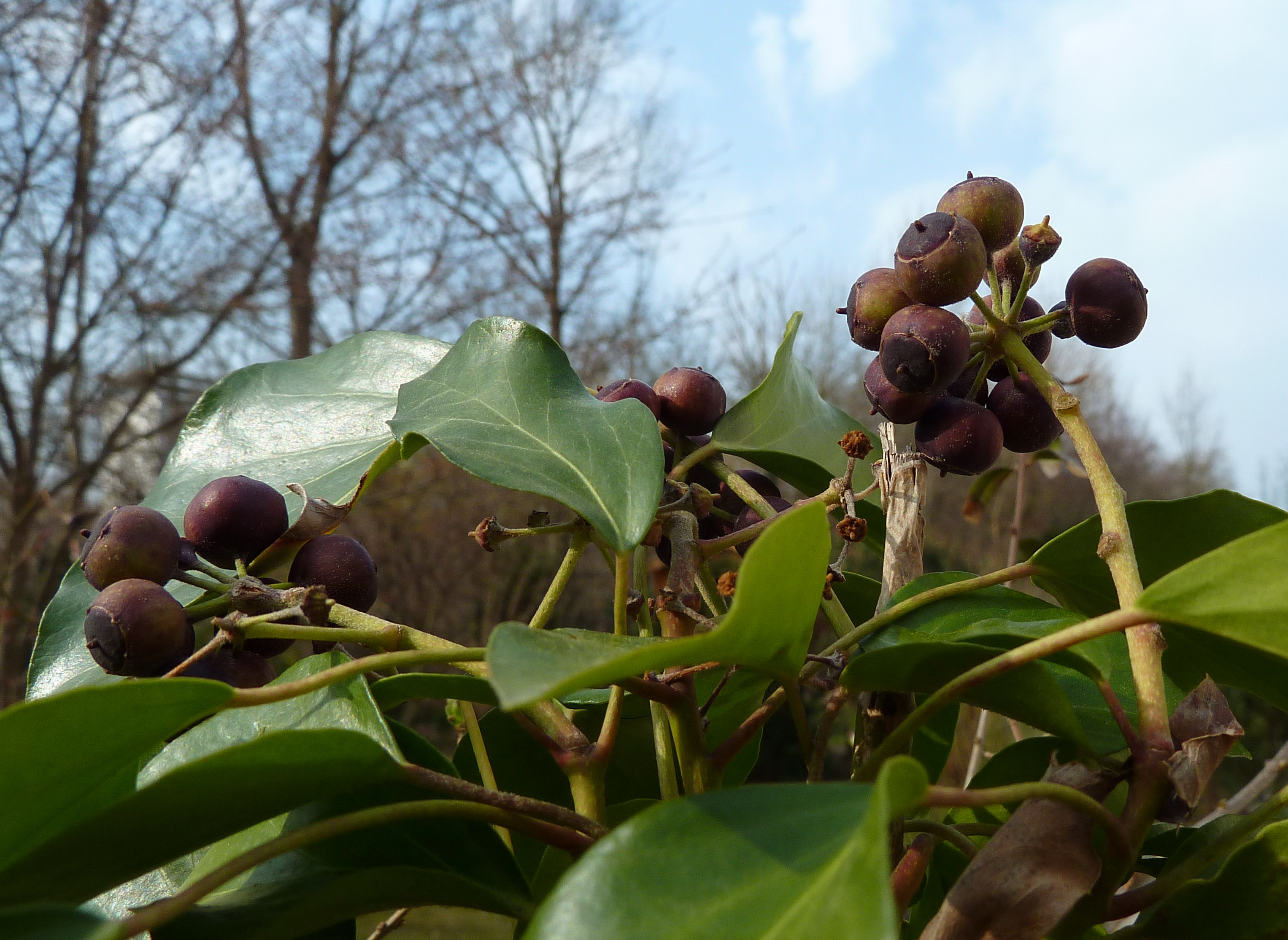
foglie intere

Questa caratteristica è molto marcata su Araucaria heterophylla, una conifera, che deve il suo nome specifico proprio a questa caratteristica.
| Controllo di autorità | Thesaurus BNCF 33354 |